# くまもと清陵高等学校
くまもと清陵高等学校（くまもとせいりょうこうとうがっこう）は、熊本県阿蘇郡南阿蘇村大字河陰字小野に本校がある私立単位制広域通信制高等学校。

## 概要

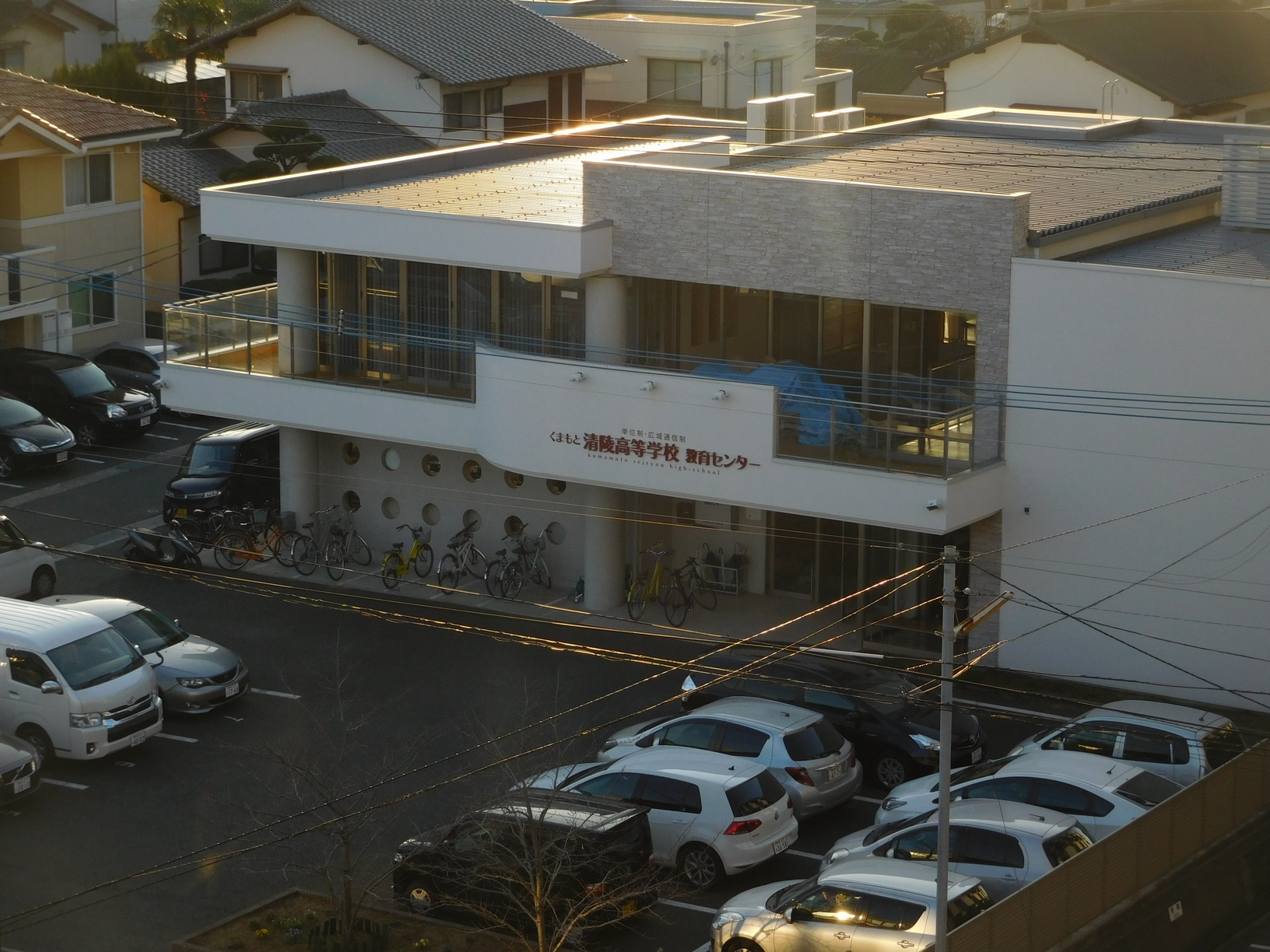
教育センター（熊本市中央区）

- 2005年4月に熊本県内初の株式会社立高等学校として開校したが、2017年に、学校法人熊ゼミ学園を設置者[1]として学校法人立に転換した。
- 学校法人化に伴い、南阿蘇村内にあった旧久木野中学校校舎へ本校が移転している。
- 学習センターと呼ばれる施設が熊本市中央区神水に設置されており、生徒であれば自由に利用できる。
- 教育センターと呼ばれる施設が学習センター2階に設置されており、こちらはいわゆる通信制サポート校である（設置主体は進学塾熊本ゼミナール）利用については任意であり、別途料金がかかる。
- 熊本県内にある私立通信制高校のうち、生徒が無料で利用できる学習センターを熊本市内に設けているのはくまもと清陵高校を含めて2校のみで、サポート校の利用が必要な他校と比べて学費が安く抑えられている。
- 学期は前期と後期に分かれている。普段は学習センターで学習し、年に6回から10回ほど南阿蘇村に行くこと（スクーリング）で進級に必要な出席日数を確保する。
- 制服はなく、スクーリングは通学のみで宿泊はない。
- 学校法人に伴う新住所　2017年～　熊本県南阿蘇村大字河陰字小野5-300（旧久木野中学校）